# Eschweger Klosterbrauerei
Koordinaten: 51° 11′ 4,9″ N, 10° 3′ 21,7″ O
Die Eschweger Klosterbrauerei GmbH ist eine nordhessische Privatbrauerei und befindet sich auf dem Gelände des ehemaligen Augustinerklosters in Eschwege. Neben der Hauptmarke Eschweger Klosterbräu bietet die Privatbrauerei unter der Marke Jacobinus Bierspezialitäten an. Die Brauerei ist Mitglied im Brauring, einer Kooperationsgesellschaft privater Brauereien aus Deutschland, Österreich und der Schweiz.

## Geschichte

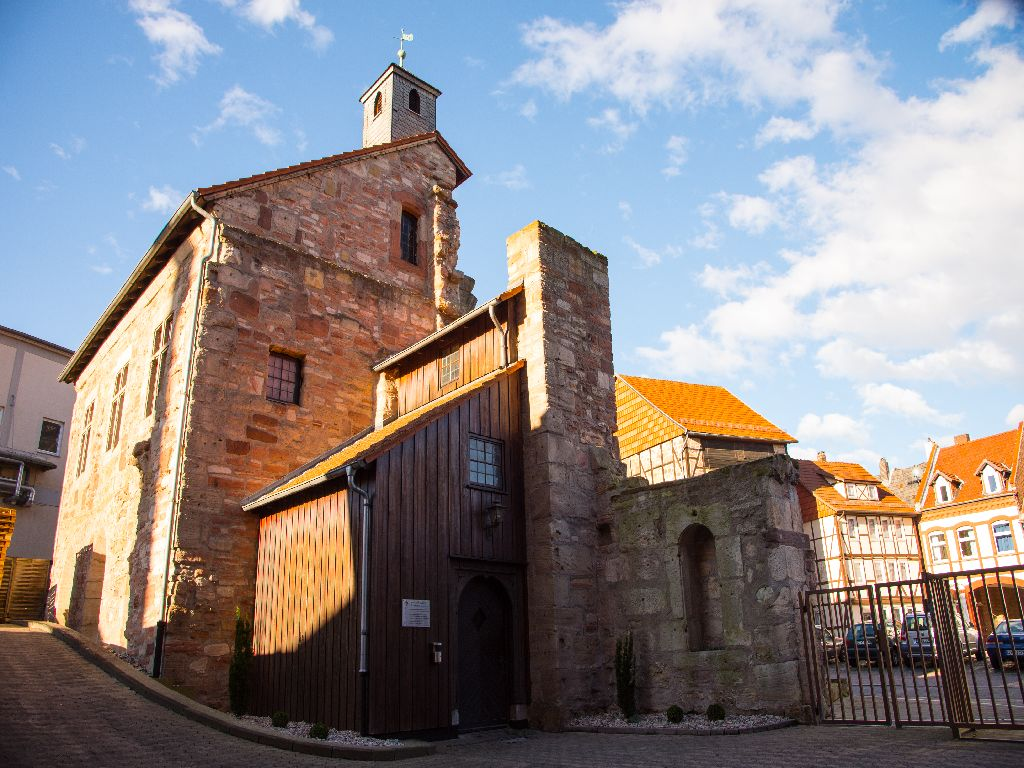
Kloster-Kapelle bei der Brauerei in der Altstadt von Eschwege

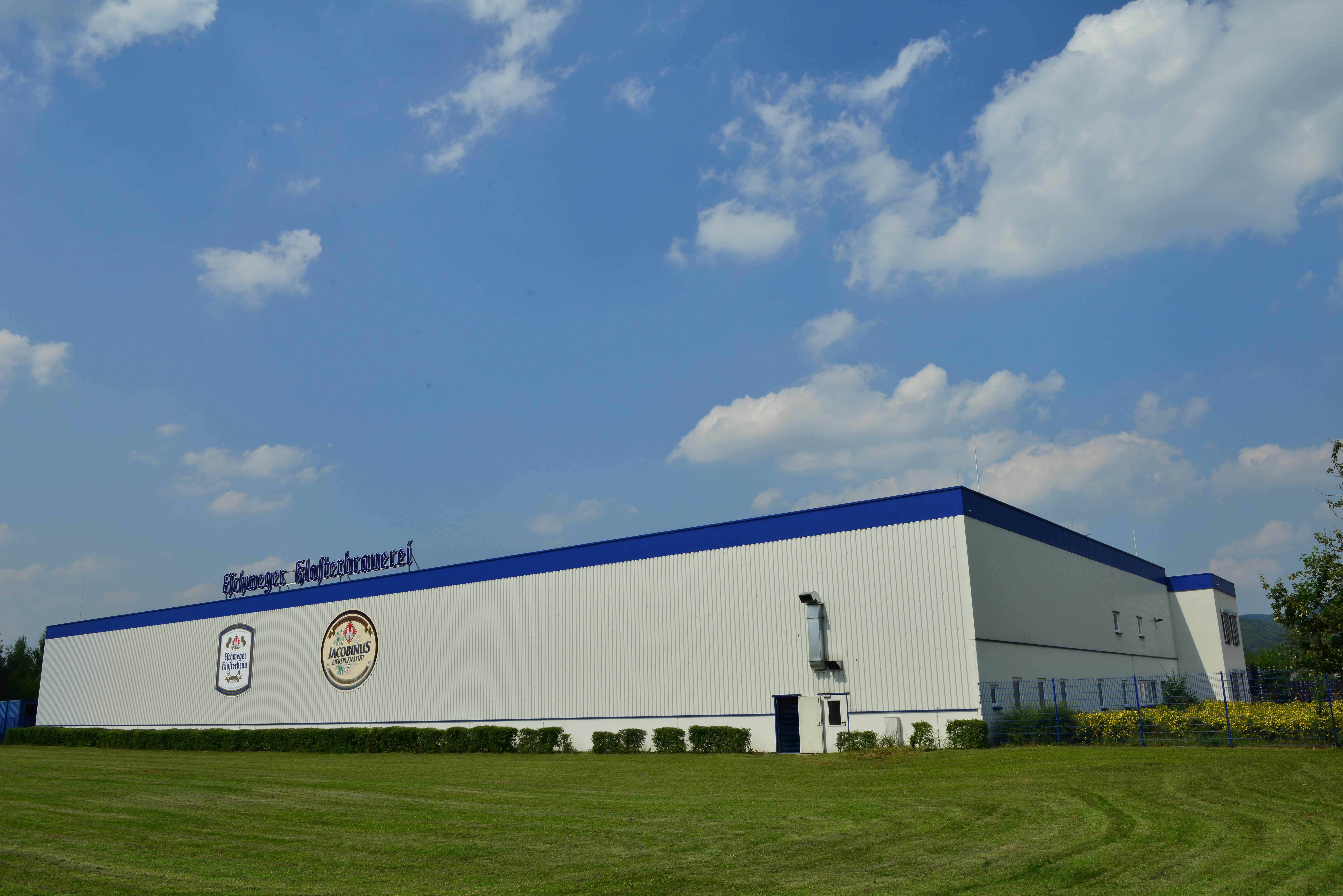
Eschweger Klosterbrauerei - Logistikzentrum und Verwaltung in der Thüringer Straße 19, Eschwege

1839 gründete der Metzgermeister und Gastwirt George Christoph Andreas die spätere Eschweger Klosterbrauerei, die zunächst im alten städtischen Brauhaus ansässig war. Ab 1875 wurde der Brauereibetrieb durch Jacob Andreas, den Sohn des Gründers, in das Areal des früheren Augustinerklosters verlegt. 1880 gab es in Eschwege insgesamt sechs Brauereien. Nach dem Tod ihres Mannes Jacob führte Elise Andreas ab 1892 das Unternehmen weiter. 1906 trat Ernst Andreas in die Firma ein und verwandelte 1908 die Eschweger Klosterbrauerei zusammen mit seinem Schwager Eduard Döhle in eine Aktiengesellschaft. In den Folgejahren wurden zwei Akquisitionen durchgeführt – 1912 wurde die „Bergschlößchen-Brauerei“ (Eschwege) von Otto Brill & Co. und 1927 das „Bürgerliche Brauhaus“ (Allendorf) von Ottilie Strauch übernommen.
In der zweiten Hälfte des 20. Jahrhunderts veränderten zahlreiche technische Änderungen den Betriebsprozess. Eine neue Abfüllanlage (1966), weitere Aluminium-Lagertanks (1970), ein neues Sudhaus (1978) waren Teil dieser Erneuerungs- und Erweiterungsmaßnahmen. Seit 2003 befindet sich die Logistik und Verwaltung der Eschweger Klosterbrauerei in der Thüringer Straße. Heute bezieht die Klosterbrauerei ihre 500 Tonnen Braugerste von 16 Landwirten des Werra-Meißner-Kreises. Die Jahresproduktion betrug 2009 70.000 hl und stieg 2010 auf 80.000 hl. Im Zeitraum von 2009 bis 2013 stellte die Eschweger Klosterbrauerei im Lohnbrau Duff Bier her. Bis 2018 wurde die Eschweger Klosterbrauerei von der Familie Andreas geleitet. Ernst Andreas führte das Unternehmen in fünfter Generation. Zum 1. Mai 2018 wurde die Brauerei an die Brauerfamilie Klesper übergeben, der auch die Vogelsberger Landbrauereien und das Hochstiftliche Brauhaus Fulda gehören.